# Alcalde
Un alcalde (árabe clásico, قاضي qāḍī < árabe hispano, القاضي alqáḍi: juez) (en femenino, alcaldesa), burgomaestre, intendente municipal, regidor o presidente municipal, es un cargo público que se encuentra al frente de la administración de un municipio, territorio que puede abarcar una ciudad, un pueblo o un conjunto de localidades de diverso tamaño. 
A esta figura se le atribuye la obligación de defender los intereses de sus conciudadanos, mediante la ejecución de políticas locales que tengan por objetivo la mejora de su calidad de vida. Existe una amplia variedad de regulaciones jurídicas del alcalde, tanto en lo relativo a sus competencias y responsabilidades, como a la forma en que el pueblo o la ciudad lleva a cabo la elección. En la mayoría de los países un alcalde puede ser reelegido, incluso sin límites.

## Historia
En España el concepto ha experimentado una evolución histórica significativa, que obliga a no confundir la figura administrativa y gubernativa -salvo algunas excepciones,- con la figura judicial de un alcalde ejerciendo funciones de magistrado o juez. Será a partir de 1812, con la Constitución de Cádiz, cuando «los alcaldes constitucionales evolucionan en sus funciones aunque mantienen la misma denominación.» Desde 1834 sus funciones judiciales desaparecen, asumidas a veces por alcaldes o jueces de paz, y ya desde 1845 es cuando se fusionan las figuras del corregidor con la de un alcalde, «como "jefe del municipio" encargado de la "administración local" y como primera autoridad civil en el municipio.»
En el Antiguo Régimen en España había un alcalde por el estado noble y otro por el estado llano; y en las principales poblaciones un alcalde designado por el rey. Los poblados que ostentaban ese privilegio tenían título de villa (o de ciudad). Las villas con alcalde tenían derecho a erigir un rollo, lugar de ajusticiamiento. La administración municipal de otras poblaciones estaba en manos de un corregidor. 

«…Alcalde significa aquella persona a quien aquel que tiene autoridad para nombrarle constituye en la dignidad de Juez de aquel pueblo o pueblos para que le confiere jurisdicción. Esta voz es árabe, deducida de la voz Cadi, que en nuestra lengua equivale a la de Juez, o Gobernador de algunas gentes, que tiene muchas acepciones, y cada una distingue su ejercicio y jurisdicción…».

Existió, además, en el Reino de Castilla, el cargo de Alcalde de la Casa y Corte de Su Majestad, funcionario judicial que impartía justicia en la Sala de Alcaldes de la Casa y Corte.
Tampoco debe confundirse con la figura militar, medieval, del alcaide, como responsable de fortalezas y castillos que prestaba homenaje y juramento al respectivo monarca o noble.

## América

### Argentina
En Argentina, siendo un estado federal, cada provincia establece la forma de gobierno de sus municipios, los cuales son autónomos según el art. 123 de la Constitución de la Nación Argentina. (Ver Municipios de Argentina con carta orgánica). Por lo general, el cargo ejecutivo máximo dentro de un municipio es el de Intendente municipal. El concejo municipal o Deliberante tiene funciones deliberativas o legislativas. En el caso de la Ciudad Autónoma de Buenos Aires, desde 1996, el cargo ejecutivo se denomina Jefe de gobierno. 

### Bolivia
En Bolivia, el alcalde es la máxima autoridad del Gobierno Autónomo Municipal. Su mandato dura 5 años, pudiendo ser reelegido.

### Brasil
En Brasil, el prefeito es la máxima autoridad de un municipio, jefe del poder ejecutivo municipal. Es electo para 4 años, puede ser reelegido una única vez consecutiva. 
La figura del prefeito fue creada después de la Revolución de 1930, sustituye al intendente y al todavía más antiguo cargo de presidente de la cámara. A partir de la Constitución brasileña de 1934, el cargo de alcalde se generalizó en todo Brasil y se le atribuyeron las funciones de jefe del poder ejecutivo del gobierno local, esto es, quien dirige la administración y los servicios públicos municipales.

### Canadá
Según el marco legal del federalismo canadiense, los municipios son jurisdicción exclusiva de las provincias. El cargo de maire es, por tanto, distinto de una provincia a otra.

### Chile
En Chile, el alcalde es la máxima autoridad de una municipalidad y en tal calidad le corresponde su dirección y administración superior y la supervisión de su funcionamiento.
La municipalidad, que además del alcalde está integrada por un concejo comunal, está encargada de administrar una o más comunas. El alcalde es electo democráticamente mediante sufragio universal por un periodo de 4 años, puede ser reelegido.

### Colombia
En Colombia, el alcalde es el cargo ejecutivo de un municipio. El acto legislativo del Congreso de Colombia de 9 de enero de 1986 modificó el artículo 201 de la Constitución política establece que los alcaldes fueran elegidos por voto popular. El parágrafo transitorio de dicha disposición determinó que la primera elección de alcaldes por el nuevo sistema tuviera lugar el segundo domingo de marzo de 1988. Su mandato, en principio de dos años, fue extendido a tres en 1994 y a cuatro desde 2004. El alcalde dirige la administración municipal y representa al municipio. Sus funciones principales son la administración de los recursos de la municipalidad, velar por el bienestar y los intereses de sus conciudadanos y representarlos ante el Gobierno nacional, además de impulsar políticas locales para mejorar su calidad de vida, tales como programas de salud, vivienda, seguridad, educación, infraestructura vial y orden público. Debe presentar a los electores un plan de gobierno. Si no lo cumple, los ciudadanos pueden pedir la revocatoria de su mandato.

### Costa Rica
En Costa Rica ejerce el poder ejecutivo y en coordinación con los regidores municipales (poder legislativo local), administra los intereses y servicios del municipio. Cuenta, además, con el apoyo de dos vicealcaldes. Desde 1998 es elegido por votación popular. Las elecciones municipales para la elección de Alcaldes, Regidores, Concejos de Distrito y Síndicos se realizan el primer domingo de febrero, dos años después de las elecciones nacionales en que se elige al Presidente, Vicepresidentes y Diputados. Toman posesión de sus cargos el primer día de mayo del mismo año de su elección, por un periodo de cuatro años, y, a partir de las Elecciones municipales de Costa Rica de 2024, pueden ser reelegidos para otro periodo, y solamente pueden postularse a la reelección tras dos periodos de por medio. 

### Cuba
En Cuba la figura del Alcalde estuvo presente en el período antes del triunfo de la revolución con características muy similares al resto de los alcaldes de Hispanoamérica, tanto en la forma de elección así como en la participación de partidos políticos; las diferencias estaban en la estructura de los gobiernos municipales que según la Constitución del 40, podían ser de tres formar diferentes. 
Con la llegada de la Revolución esta figura fue modificándose, siendo nombrada directamente al inicio por las autoridades superiores hasta la actual Constitución del 2019, la cual estipula que la máxima autoridad municipal es el Presidente de la Asamblea Municipal del Poder Popular; siendo este elegido previamente como delegado de la misma y después de conformarse estas Asambleas son elegidos entre los propios delegados junto a un vicepresidente. Representa al Estado en su demarcación, y le pide cuenta tanto a las entidades nacionales localizadas en su demarcación como al Consejo de Administración Municipal, encargado este de las funciones ejecutivo-administrativas y dirigido por un Intendente Municipal. Además por su carácter de Presidente forma parte del Consejo Provincial, entidad colegiada que asiste a los Gobernadores de cada provincia.

### Ecuador
En Ecuador, el alcalde es el jefe del poder ejecutivo de un municipio y su máximo representante. Es el responsable de la administración de la municipalidad y de sus relaciones con el gobierno central. Gobierna en conjunto con el ente legislativo local, el consejo municipal.
El alcalde es elegido por sufragio democrático directo por un periodo de cuatro años y puede ser reelegido una sola vez, consecutiva o no.

### Estados Unidos
El alcalde (en inglés: mayor) es el líder en la mayoría de los municipios de los Estados Unidos, sean ciudades (cities) o pueblos (towns). En los Estados Unidos, hay varios tipos distintos de alcaldes, según el sistema del gobierno local. Bajo el sistema del gobierno del administrador del consejo, el alcalde es el primero entre iguales en el consejo de la ciudad, que actúa como un cuerpo legislativo, mientras que las funciones ejecutivas las lleva a cabo un gerente designado. El "'mayor"' puede presidir el consejo de la ciudad, pero carece de poderes legislativos especiales. El alcalde y el consejo de la ciudad sirven a tiempo parcial, con la administración diaria en manos de un administrador profesional. El sistema es más común entre las ciudades medianas de alrededor de 25,000 a varios cientos de miles, generalmente municipios rurales y suburbanos.
En la segunda forma, conocida como el gobierno del consejo municipal, la alcaldía y el consejo de la ciudad son oficinas separadas. Aquí, el alcalde actúa como un poder ejecutivo electo con el consejo de la ciudad ejerciendo poderes legislativos,si bien pueden seleccionar un oficial administrativo jefe para supervisar los diferentes departamentos. Este es el sistema utilizado en la mayoría de las grandes ciudades de los Estados Unidos, principalmente porque los alcaldes prestan servicios a tiempo completo y tienen una amplia gama de servicios que supervisan.

### Guatemala y El Salvador
En Guatemala y El Salvador, el alcalde es la máxima autoridad de un municipio y como tal le corresponde su administración. La municipalidad, que además del alcalde está integrada por un concejo municipal, se encarga de administrar los recursos del municipio. Tanto el alcalde que encabeza la planilla, como los síndicos y concejales que le acompañan, son electos democráticamente por un periodo de 4 años (3 años para el caso de El Salvador), pudiendo ser reelegidos. 
El alcalde electo debe ajustarse al Código Municipal que rige su autoridad; debe cumplir con una administración transparente y que haga prosperar al municipio y sus habitantes.

### México
En México, el término es utilizado para designar a los funcionarios públicos que se encuentran al frente de la administración pública de las Alcaldías, limitación territorial de la Ciudad de México, pertenece a un sistema de gobierno centralizado, a diferencia del presidente municipal que pertenece a un sistema de gobierno descentralizado, las facultades del alcalde están limitadas en comparación con las facultades del presidente municipal, el fundamento constitucional se encuentran en diferentes artículos de la Constitución Política de los Estados Unidos Mexicanos, es un funcionario público electo cada tres años para presidir una Alcaldía de la Ciudad de México. La denominación de «presidente municipal» tiene su fundamento en el artículo 115 de la Constitución Política de los Estados Unidos Mexicanos.
El presidente municipal es la figura unipersonal más importante del ayuntamiento. Cabeza de la planilla ganadora, responsable de la administración pública municipal, representante político del municipio y presidente del cabildo, concentra un conjunto de facultades que lo sitúan en una posición preeminente en la vida política municipal. 
La base constitucional de los municipios se encuentra en el artículo 115 de la Constitución, que dice: «Los Estados adoptarán, para su régimen interior, la forma de gobierno republicano, representativo, popular, teniendo como base de su división territorial y de su organización política y administrativa, el municipio libre conforme a las bases siguientes: a) cada municipio será gobernado por un ayuntamiento de elección popular directa, integrado por un presidente municipal y el número de regidores y síndicos que la Ley determine. La competencia que esta Constitución otorga al gobierno municipal se ejercerá por el ayuntamiento de manera exclusiva y no habrá autoridad intermedia alguna entre éste y el Gobierno del Estado.»
La Ciudad de México, entidad federativa sede de los poderes de la Unión, es la única entidad en todo el país en que la figura legal del alcalde corresponde al funcionario público electo cada tres años para presidir la Alcaldía de las 16 demarcaciones territoriales en que la capital mexicana se encuentra dividida, para su organización político-administrativa. La figura legal del alcalde en la capital mexicana se encuentra establecido en el artículo 122, fracción VI, apartado a) de la Constitución Federal, y en el artículo 53 de la Constitución Política de la Ciudad de México. La figura jurídica del alcalde en Ciudad de México es un cargo público que no se puede equiparar a la de un presidente municipal, pués las dos figuras legales gozan de facultades, atribuciones y competencias diferentes, así mismo, la base constitucional que establece el cargo de Presidente Municipal y la de Alcalde, se encuentran en preceptos constitucionales diferentes uno del otro, dado que la figura de Presidente Municipal está prevista en el artículo 115 de la Constitución Federal y mientras que la figura de Alcalde está regulará en el artículo 122 de la Carta Magna, por tanto, de ninguna manera pueden ser figuras legales o cargos públicos equivalentes o similares, y, mucho menos se pueden considerar como sinónimos, pues son figuras legales o cargos públicos diferente uno del otro.

### Paraguay
En Paraguay, los departamentos son divididos en municipios. El cargo máximo de este último es el de Intendente o Intendente Municipal (sinónimo de alcalde); la Junta municipal (compuesta por concejales municipales) tiene funciones deliberativas o legislativas.

### Perú
En Perú, desde 2002, el alcalde es el funcionario público electo cada cuatro años para presidir las provincias y distritos del país. Con anterioridad, el cargo tenía una duración de tres años.
El alcalde es el cargo unipersonal más importante de cada provincia o distrito de la organización territorial del Perú. El alcalde electo es quien encabeza la lista ganadora en las elecciones. Es responsable de la administración pública municipal y de los servicios comunales. Es representante político del municipio.
Las primeras elecciones municipales libres y democráticas se realizaron en 1963. Con anterioridad los alcaldes eran designados por el Poder Ejecutivo.

### Puerto Rico
Los habitantes de los municipios eligen un alcalde y una legislatura municipal en las elecciones generales cada cuatro años. Puerto Rico no tiene divisiones de primer nivel, sin embargo, tiene 78 municipios, considerados divisiones de segundo nivel, según las define el Gobierno de Estados Unidos.

### Uruguay
Por la ley N.º 18.567 del 13 de septiembre de 2009 se creó en Uruguay un tercer nivel de gobierno y administración llamado municipio. Los municipios están gobernados por órganos de cinco miembros. El presidente del órgano recibe el nombre de alcalde y los demás miembros el de concejales. Los miembros se eligen por voto directo de la ciudadanía en la misma oportunidad en la que se eligen los Intendentes y las Juntas Departamentales. Por la ley N.º 18.653 del 15 de marzo de 2010 se definieron los 89 municipios (conocidos popularmente como alcaldías) en que estará subdividido el país.

### Venezuela
En Venezuela, el alcalde es la máxima autoridad del municipio que tiene carácter autónomo, jefe del ejecutivo municipal y administrador de los recursos propios de la municipalidad. Es electo cada cuatro años, pudiendo ser reelegido sucesivamente, gracias a una enmienda constitucional, pueden ser revocados a través de un referéndum, según lo previsto en la Constitución de la República Bolivariana de Venezuela.
Existen dos tipos de alcaldes: los convencionales que gobiernan un municipio y los alcaldes Metropolitanos los cuales dirigen una alcaldía Metropolitana, la cual está integrada por varios municipios mancomunados entre sí (como la alcaldía Metropolitana de Caracas y la alcaldía distrital del Alto Apure, actualmente abolidas). 
El Poder Municipal está además integrado por un órgano legislativo, el Concejo Municipal y una Contraloría Municipal que se encarga de fiscalizar la gestión económica del alcalde y los demás entes municipales.

## Europa

### España
El alcalde dirige la administración municipal, puede reorganizar los gastos de los servicios ordinarios del municipio, decide en que gastar el dinero que sobra de cubrir los gastos ordinarios, propone cambios en la ley local, preside y representa al ayuntamiento. Es elegido entre los concejales por mayoría absoluta, los cuales son a su vez elegidos por los vecinos.
Existen tres fórmulas de elecciones, dependiendo del número de habitantes del municipio. Si existe un régimen de concejo abierto (menos de 100 habitantes), los vecinos eligen al alcalde directamente por mayoría, este también se le conoce por el nombre de postor o alcalde pedáneo.
Si el municipio tiene una población entre 100 y 250 habitantes, se elige el método de listas abiertas. En una misma papeleta figuran los candidatos de todos los partidos, y los electores deberán seleccionar un determinado número de ellos. Los más votados serán nombrados concejales, los cuales, posteriormente, elegirán al alcalde.
En el resto de los casos, los partidos concurren en listas cerradas. La asignación de concejales se realizará en función del Sistema D'Hont, concejales que serán los que posteriormente elijan al alcalde de entre, generalmente, los cabezas de lista de cada partido. Si el partido ganador ha obtenido la mayoría absoluta de los concejales, en la posterior votación entre los ediles para elegir alcalde no habrá problema en que este pertenezca a la formación política ganadora. Si. por el contrario, nadie ha obtenido la mayoría absoluta de los concejales, se busca el establecimiento de pactos entre los partidos para conformar mayorías de gobierno estables, y como resultado de estos no necesariamente el alcalde ha de pertenecer al partido con mayor número de concejales. Pero si ninguno resulta en mayoría absoluta, aunque estos pactos sean claramente mayoritarios y superen con creces a los resultados de otros pactos o listas, es proclamado Alcalde el concejal que encabeza la lista que ha obtenido el mayor número de votos en el municipio. En caso de empate, se resolverá por sorteo.
El alcalde tiene toda una serie de facultades, algunas de ellas son delegables. Está asistido por un órgano colegiado que recibe en la actualidad el nombre de Junta de Gobierno Local y está formado por un número no superior a un tercio del número legal de miembros del Pleno.
Corresponde al alcalde el nombramiento del teniente de alcalde.

### Finlandia
En Finlandia, todos los municipios y ciudades tienen o el kaupunginjohtaja ("líder de la ciudad") o kunnanjohtaja ("líder municipal") o pormestari ("alcalde"), que es un funcionario ejecutivo, el cual no es elegido democráticamente, pero se le designa una oficina pública por parte del concejo de la ciudad.

### Francia
En Francia el maire se elige de su seno por el concejo municipal, por un mandato de seis años renovable, y por sufragio universal directo. Las funciones de maire pueden ser ejercidas únicamente por un ciudadano francés con todos sus derechos civiles y cívicos. Lo secunda uno o más adjuntos elegidos de su seno por el consejo municipal.
Los maires franceses tienen un importante rol ya que cumplen una doble función, siendo a la vez agentes estatales y agentes comunales en relación con el colectivo territorial. Ejecutan las decisiones del concejo municipal, pero disponen de poderes propios relevantes en materia de urbanismo, policía municipal y recursos humanos.

### Italia
El sindaco, en el ordenamiento jurídico italiano, es el órgano monocrático que dirige el gobierno de un municipio (comune). Según el Texto único de las leyes sobre la organización de las entidades locales, es uno de los órganos de gobierno del municipio, junto con la giunta comunale y consiglio comunale, y es elegido democráticamente por sufragio universal directo por un mandato de cinco años renovable.

### Suecia
Borgmästare (en español, burgomaestre) hace referencia al funcionario principal de la oficina del Registro, no al encargado de la ciudad o alcalde.[cita requerida] Además, borgmästare es también un título honorífico que puede otorgarse por servicios distinguidos a la ciudad.[cita requerida]

## África

### República Democrática del Congo
En la República Democrática del Congo, las ciudades se subdividen en comunas. El titular del poder ejecutivo de la ciudad tiene el título de maire y cada comuna la dirige un burgomaestre. La capital, Kinshasa tiene un gobernador.